# یوها آنونن
یوها آنونن (فنلاندی: Juha Annunen؛ زادهٔ ۱۶ آوریل ۱۹۶۰) بازیکن فوتبال اهل فنلاند بود.
از باشگاه‌هایی که او در آن بازی کرده‌، می‌توان به باشگاه فوتبال کوسیسی اشاره کرد.
آنونن همچنین در تیم ملی فوتبال فنلاند بازی کرده‌است.